# Torre Val de San Pedro
Torre Val de San Pedro er en by og kommune i det centrale Spanien i provinsen Segovia. Den har et indbyggertal på 180 (2024) indbyggere.